# Sebastián Ereros
Sebastián Adolfo Ereros (Caseros, 19 aprile 1985) è un ex calciatore argentino, di ruolo attaccante.